# وانغ هانبين
وانغ هانبين (في اللغة الصينية: 王汉斌; مواليد 1925) سياسي متقاعد من الحزب الشيوعي الصيني.
وُلِد وانغ في هويان بمقاطعة فوجيان عام 1925. انضم إلى الحزب الشيوعي الصيني عام 1941. تخرج في جامعة ساوث ويست يونيون عام 1946.
بعد تشكيل جمهورية الصين الشعبية في عام 1949، شغل منصب سكرتير لجنة بلدية بكين للحزب الشيوعي الصيني حتى عام 1958 عندما أصبح نائب الأمين العام للجنة البلدية. أصبح مديرًا لمكتب أبحاث السياسات التابع للأكاديمية الصينية للعلوم من عام 1977 إلى عام 1979.  كان عضوًا في اللجان المركزية 12 و 13 و 14 للحزب الشيوعي الصيني من 1982 إلى 1997، وعضوًا مناوبًا في المكتب السياسي الرابع عشر للحزب الشيوعي الصيني بين عامي 1992 و1997.  كما شغل منصب الأمين العام للجنة الدائمة للمجلس الوطني السادس لنواب الشعب وأصبح نائب رئيس المجلس الوطني السابع والثامن. 
وأثناء صياغة قانون هونغ كونغ الأساسي لمنطقة هونغ كونغ الإدارية الخاصة، تم اختياره نائبا لرئيس لجنة صياغة القانون الأساسي لهونغ كونغ.